# Hrid Podmrčaru
Hrid Podmrčaru est une petite île croate. Située non loin de l'île de Lastovo, dans le sud de l'archipel dalmate, elle est longue de 500 m environ pour une superficie est de 0,014 km2. 

## Biologie
L'île a présenté un intérêt pour les scientifiques en 2008. Des biologistes ont découvert que des lézards, descendants de cinq couples de lézards des ruines (Podarcis sicula) introduits en 1972 sur l'île, avaient très rapidement évolué. En une trentaine de générations, ceux-ci sont devenus végétariens et se sont adaptés à ce nouveau mode de vie : mâchoire devenue plus puissante pour mâcher les feuilles, apparition de vers nématodes dans leur intestin, perte de la vélocité de prédateur, disparition du comportement de défense territoriale. Surtout, une valve est apparue à l'extrémité de leurs intestins permettant une meilleure digestion des végétaux. L'apparition si rapide de cette caractéristique anatomique propre aux quelques reptiles végétariens surprend les scientifiques et pourrait, si ces résultats se confirmaient, modifier l'appréciation de l'évolution des reptiles.